# 山崎紗也夏
山崎 紗也夏（やまざき さやか、1974年8月1日 - ）は、日本の漫画家。栃木県那須郡那珂川町（旧・小川町）出身。女性。夫は同じく漫画家の泉晴紀。
ペンネームは、新人賞応募時は鈴木さやか、1993年デビュー時は沖さやか、 1999年から山崎さやか、2008年から山崎紗也夏へと、たびたび改名している。

## 略歴
- 1993年 『ミス・キャスト』（鈴木さやか名義）で第28回ちばてつや賞 ヤング部門佳作受賞。同年9月『群青』（沖さやか名義、ヤングマガジンダッシュ掲載、『ラブ・ゾンビ』収録）でデビュー。
- 1994年 『間宮という女』で『週刊ヤングサンデー』新人王受賞。『リアル・サマー』（ヤングマガジンダッシュ）掲載。
- 1995年 『ななコング』（週刊ヤングサンデー）掲載。
- 1996年 『マイナス』（週刊ヤングサンデー）掲載。
- 1997年 『マザー・ルーシー』（週刊ヤングサンデー）掲載。『P-good』（ヤングサンデー増刊「大漫王」）掲載。
- 1998年 『ラブ・ゾンビ』（ヤングサンデー増刊「大漫王」）掲載。『HIKARI』 （週刊ヤングマガジン）掲載。
- 1999年 『フローズン』（週刊ヤングマガジン）掲載。ペンネームを山崎さやかに改名。『便所』（ビッグコミックスピリッツ）掲載。
- 2000年 『主婦201号室』（別冊ヤングマガジン）掲載。
- 2001年 『NANASE』（原作：筒井康隆『七瀬ふたたび』、別冊ヤングマガジン）掲載。『HOUSE』（九龍）掲載。『しょぼテン』（近代麻雀）掲載。『妹よ』（漫画アクション）掲載。
- 2002年 『東京家族』（漫画アクション）掲載。
- 2003年 『はるか17』（モーニング）掲載。
- 2006年 『愚かの民』（ビッグコミックスピリッツ）掲載。ペンネーム山崎紗也夏で執筆。
- 2008年 『シマシマ』（モーニング）掲載。『スカラベの時間』（A-ZERO）掲載。これ以後ペンネームを山崎紗也夏に統一。
- 2010年 『ダーリンは55歳』（月刊IKKI）掲載。『欲望の朝』（スーパージャンプ）掲載。『レンアイ漫画家』（原案協力：西田大輔（AND ENDLESS）、モーニング）掲載。
- 2013年 『サイレーン』（モーニング）掲載。

## 作品リスト
- ななコング（小学館、全1巻）沖さやか
- マイナス（小学館、全5巻）沖さやか
  - マイナス 完全版（エンターブレイン、全3巻）山崎さやか
  - マイナス 完全版（ナンバーナイン (出版社) 、全5巻）山崎紗也夏
- マザー・ルーシー（小学館、全4巻） 沖さやか
  - マザー・ルーシー【デジタル新装版】全4巻　山崎紗也夏
- フローズン（講談社、全6巻） 山崎さやか
- ラブ・ゾンビ（河出書房、短編集）山崎さやか
- NANASE（講談社、全4巻）山崎さやか
- リアル・サマー（河出書房、短編集）山崎さやか
- 東京家族（双葉社、全5巻）山崎さやか
- はるか17（講談社、全19巻）山崎さやか
- シマシマ（講談社、全12巻）山崎紗也夏
- ダーリンは55歳（小学館、全1巻）山崎紗也夏
- レンアイ漫画家（講談社、全5巻）山崎紗也夏、原案協力：西田大輔（AND ENDLESS）
- サイレーン（講談社、全7巻）山崎紗也夏
- はだかの林檎（日本文芸社）山崎紗也夏
- となりの林檎（日本文芸社）山崎紗也夏
- ひみつの林檎（日本文芸社）山崎紗也夏
- アンダーズ〈里奈の物語〉（原作：鈴木大介『里奈の物語』、文藝春秋、全3巻）山崎紗也夏
- にゃーの恩返し（『BUNCOMI』2023年4月11日[2] - 、文藝春秋）山崎紗也夏
- ひとりおにぎり（『トリビュートブック 100％孤独のグルメ！ 〜それにしても腹が減った…〜』2024年[3]）山崎紗也夏 - 『孤独のグルメ』のトリビュート寄稿作品[3]。

## 映像化作品
テレビドラマ
- はるか17（2005年、テレビ朝日） - 主演・平山あや
- シマシマ（2011年、TBS） - 主演・矢田亜希子
- サイレーン 刑事×彼女×完全悪女（2015年、カンテレ制作・フジテレビ系列） - 原作：『サイレーン』、主演・松坂桃李
- レンアイ漫画家（2021年、フジテレビ） - 主演・鈴木亮平

## 関連人物
古谷実
漫画家。山崎は連載作品を持つ以前の一時期、古谷実のアシスタントをしていた。